# Adem Jashari
Adem Jashari (født 28. november 1955 i Prekaz, Jugoslavien, død 7. marts 1998) var øverstbefalende i Kosovos Befrielseshær. Han værdsættes af mange Kosovo-Albaner for sit arbejde for Kosovos selvstændighed, men Serbien anklagede ham for terrorisme. Han blev senere hen dræbt, sammen med sin familie, af det serbiske militær, som nævnte ham til en terrorist. I dag er Adem Jashari en mand som mange Kosovo-Albaner ser op til. Han bliver opfattet som en helt, over hele Kosovo .   